# 牧场物语2
《牧场物语2》是一款由勝利互動軟件公司制作、旗下品牌Pack-In Soft发行的农村模拟类电子游戏。本游戏最初于1999年2月5日在日本地区任天堂64发行。
《牧场物语2》主要叙述一个年轻的男孩经营一个由祖父留下的农场。
IGN给予本游戏8.2/10的分数。